# Тревіс Кросс
Тревіс Кросс (англ. Travis Cross; нар. 1 грудня 1980, Нанаймо, Британська Колумбія) — канадський борець вільного стилю, бронзовий призер Панамериканського чемпіонату, учасник Олімпійських ігор.

## Життєпис
Боротьбою почав займатися з 1992 року.
Виступав за борцівський клуб «Burnaby Mountain» Бернабі. Тренери — Дейв Маккей (з 1998), Джастін Абду (з 1998).

## Спортивні результати на міжнародних змаганнях

### Виступи на Олімпіадах
| Змагання                    | Збірна | Вагова категорія          | Місце |
| --------------------------- | ------ | ------------------------- | ----- |
| Літні Олімпійські ігри 2008 | Канада | вільна боротьба, до 84 кг | 15    |

### Виступи на Чемпіонатах світу
| Змагання                        | Збірна | Вагова категорія          | Місце |
| ------------------------------- | ------ | ------------------------- | ----- |
| Чемпіонат світу з боротьби 2005 | Канада | вільна боротьба, до 84 кг | 12    |
| Чемпіонат світу з боротьби 2006 | Канада | вільна боротьба, до 84 кг | 29    |
| Чемпіонат світу з боротьби 2007 | Канада | вільна боротьба, до 84 кг | 8     |
| Чемпіонат світу з боротьби 2009 | Канада | вільна боротьба, до 84 кг | 14    |

### Виступи на Панамериканських чемпіонатах
| Змагання                                   | Збірна | Вагова категорія          | Місце  |
| ------------------------------------------ | ------ | ------------------------- | ------ |
| Панамериканський чемпіонат з боротьби 2006 | Канада | вільна боротьба, до 84 кг | Бронза |

### Виступи на інших змаганнях
| Змагання                               | Збірна | Вагова категорія          | Місце |
| -------------------------------------- | ------ | ------------------------- | ----- |
| Міжнародний меморіал Дейва Шульца 2009 | Канада | вільна боротьба, до 84 кг | 6     |

### Виступи на змаганнях молодших вікових груп
| Змагання                                      | Збірна | Вагова категорія          | Місце |
| --------------------------------------------- | ------ | ------------------------- | ----- |
| Чемпіонат світу з боротьби серед юніорів 2000 | Канада | вільна боротьба, до 76 кг | 16    |